# Amphoe Prachaksinlapakhom
Amphoe Prachaksinlapakhom (Thai อำเภอ ประจักษ์ศิลปาคม) ist ein Landkreis (Amphoe – Verwaltungs-Distrikt) in der Provinz Udon Thani. Die Provinz Udon Thani liegt im nordwestlichen Teil des Isan, der Nordostregion von Thailand.

## Geographie
Benachbarte Bezirke (von Norden im Uhrzeigersinn): die Amphoe Nong Han, Ku Kaeo, Kumphawapi und Mueang Udon Thani. Alle Amphoe liegen in der Provinz Udon Thani.

## Geschichte
Prachaksinlapakhom wurde am 1. Juni 1997 zunächst als Unterbezirk (King Amphoe) eingerichtet, indem er vom Amphoe Kumphawapi abgetrennt wurde.
Am 15. Mai 2007 hatte die thailändische Regierung beschlossen, alle 81 King Amphoe in den einfachen Amphoe-Status zu erheben, um die Verwaltung zu vereinheitlichen.
Mit der Veröffentlichung in der Royal Gazette „Issue 124 chapter 46“ vom 24. August 2007 trat dieser Beschluss offiziell in Kraft.

## Verwaltung

### Provinzverwaltung
Der Landkreis Prachaksinlapakhom ist in drei Tambon („Unterbezirke“ oder „Gemeinden“) eingeteilt, die sich weiter in 41 Muban („Dörfer“) unterteilen.
| Nr. | Name          | Thai      | Muban | Einw.  |
| --- | ------------- | --------- | ----- | ------ |
| 01. | Na Muang      | นาม่วง     | 14    | 10.448 |
| 02. | Huai Sam Phat | ห้วยสามพาด | 13    | 07.000 |
| 03. | Um Chan       | อุ่มจาน     | 14    | 07.884 |

### Lokalverwaltung
Im Landkreis gibt es drei „Tambon-Verwaltungsorganisationen“ (องค์การบริหารส่วนตำบล – Tambon Administrative Organizations, TAO)
- Na Muang (Thai: องค์การบริหารส่วนตำบลนาม่วง) bestehend aus dem kompletten Tambon Na Muang.
- Huai Sam Phat (Thai: องค์การบริหารส่วนตำบลห้วยสามพาด) bestehend aus dem kompletten Tambon Huai Sam Phat.
- Um Chan (Thai: องค์การบริหารส่วนตำบลอุ่มจาน) bestehend aus dem kompletten Tambon Um Chan.